# منطقة نوبادا
نوبادا رمزها «NU» (بالإنجليزية: Nuapada)‏ ، هو تقسيم إداري لدولة الهند تتبع ولاية أوريسا (بالإنجليزية: Orissa)‏، مركزها هو مدينة نوبادا (بالإنجليزية: Nuapada)‏ عدد سكانها حسب تعداد سنة 2001 هو 530,524 ، مساحتها 3,408 كم² وكثافة السكان 156 لكل كم² .